# Jørgen Jørgensen
Jørgen Breiholt Jørgensen (nascido em 1 de abril de 1936) é um ex-ciclista de estrada dinamarquês.
Jørgensen foi um dos atletas que representou a Dinamarca nos Jogos Olímpicos de 1960, em Roma, onde competiu no contrarrelógio por equipes de 100 km, mas não conseguiu completar a prova.